# Zentiva
Zentiva est une entreprise pharmaceutique multinationale spécialisée dans les médicaments génériques dont le siège social est à Prague.
Zentiva emploie plus de 4 500 personnes à travers l'Europe est possède trois sites de production en  Inde (Ankleshwar), en Roumanie (Bucarest) et en République Tchèque (Prague). 

## Histoire de Zentiva
La pharmacie de l'Aigle noir "U černého orla" est créée à Prague au XVe siècle. Elle est acquise par les frères Benjamin et Karel Fragner en 1857. Ils produisent leurs premiers médicaments dans la périphérie de Prague en 1866. Une usine pharmaceutique moderne est inauguré à Dolní Měcholupy en 1930. Pendant la Seconde Guerre mondiale, après la fermeture des universités tchèques à la suite de l'occupation allemande, la société devient, grâce à la compréhension et le soutien de son propriétaire, un refuge pour de nombreux experts de renom[réf. souhaitée].
L'entreprise est nationalisée en 1946, et rejoint la SPOFA, l'entreprise d’État du médicament, avec 750 employés. Léčiva est créé en 1993, et rachetée par son management en 1998, date à partir de laquelle elle se spécialise sur les médicaments génériques et investit dans la R&D et de nouveaux équipements. En 2003, l'entreprise devient Zentiva après la fusion avec le leader slovaque Slovakofarma, et engage son développement commercial dans l'Est de l'Europe. 
En 2004, Zentiva entre à la Bourse de Prague et de Londres et continue son développement commercial en Pologne, Russie et dans d'autres marchés de l'Europe Centrale et de l'Est. Plus tard en 2005, la société acquiert le fabricant de génériques Sicomed en Roumanie, puis, en 2007, Eczacibasi Generic Pharmaceutical qui est leader des génériques en Turquie. Sanofi devient actionnaire majoritaire en 2006 puis intègre totalement l'entreprise en 2008 en devant l'unité commerciale "Génériques" du groupe. 
En 2018, Advent International rachète l'unité commerciale "Génériques" de Sanofi (Zentiva). Cette transaction, d'un montant de 1,919 milliard d'euros permet à l'entreprise Zentiva de devenir indépendante.
À la suite de l'acquisition par Advent International, Zentiva entre dans un rythme élevé d'acquisitions pour améliorer sa position sur le marché des Génériques et OTC (médicaments en vente libre) en Europe et au-delà. En Avril 2019, Zentiva acquiert Creo Pharmaceuticals alors filiale anglaise de l'entreprise américaine Amneal Pharmaceuticals depuis 2013. Suivie par l'acquisition de l'entreprise pharmaceutique roumaine Solacium en 2013.

## Frise chronologique
- 1857: rachat de la pharmacie Black Eagle par Benjamin & Karel Fragner
- 1946: séparation de la Pharmacie et du site de production
- 2003: acquisition de Slovakofarma
- 2005: acquisition de Sicomed
- 2007: acquisition de Eczacibaşi Generic Pharmaceuticals
- 2008: Sanofi acquiert Zentiva
- 2018: Advent International acquiert Zentiva
- 2019:
  - Avril : acquisition de Creo Pharmaceuticals
  - Mai : acquisition de Solacium Pharmaceuticals
  - Septembre: signature d'un accord pour acquérir le site de production de Sanofi à Ankleshwar en Inde
  - Octobre : signature d'un accord définitif pour l'acquisition de la filiale de l'Europe Centrale et de l'Est  d'Alvogen
- 2020 :
  - Avril : Acquisition of Alvogen CEE Business
  - Mai : Acquisition of a manufacturing site in Ankleshwar, India